# Амет-Хан Султан (монета)
«Амет-Ха́н Султа́н» — ювілейна монета номіналом 2 гривні, випущена Національним банком України. Присвячена 100-річчю від дня народження одного з найвідоміших військових льотчиків-асів часів Другої світової війни, випробувачу, двічі Герою Радянського Союзу, національному герою кримськотатарського народу — Амет-Хану Султану. Він здійснив 603 бойові вильоти, особисто збив 30 (один із застосуванням повітряного тарана) і в складі групи — 19 літаків ворога. Від 1946 року — льотчик-випробувач, на рахунку якого тестування понад 100 типів літаків.
Монету введено в обіг 7 жовтня 2020 року. Вона належить до серії «Видатні особистості України».

## Опис та характеристики монети
| Номінал грн. | Метал      | Маса, грам | Діаметр, мм. | Якість виготовлення       | Гурт     | Тираж, штук |
| ------------ | ---------- | ---------- | ------------ | ------------------------- | -------- | ----------- |
| 2            | нейзильбер | 12,8       | 31           | спеціальний анциркулейтед | рифлений | 30 000      |

### Аверс

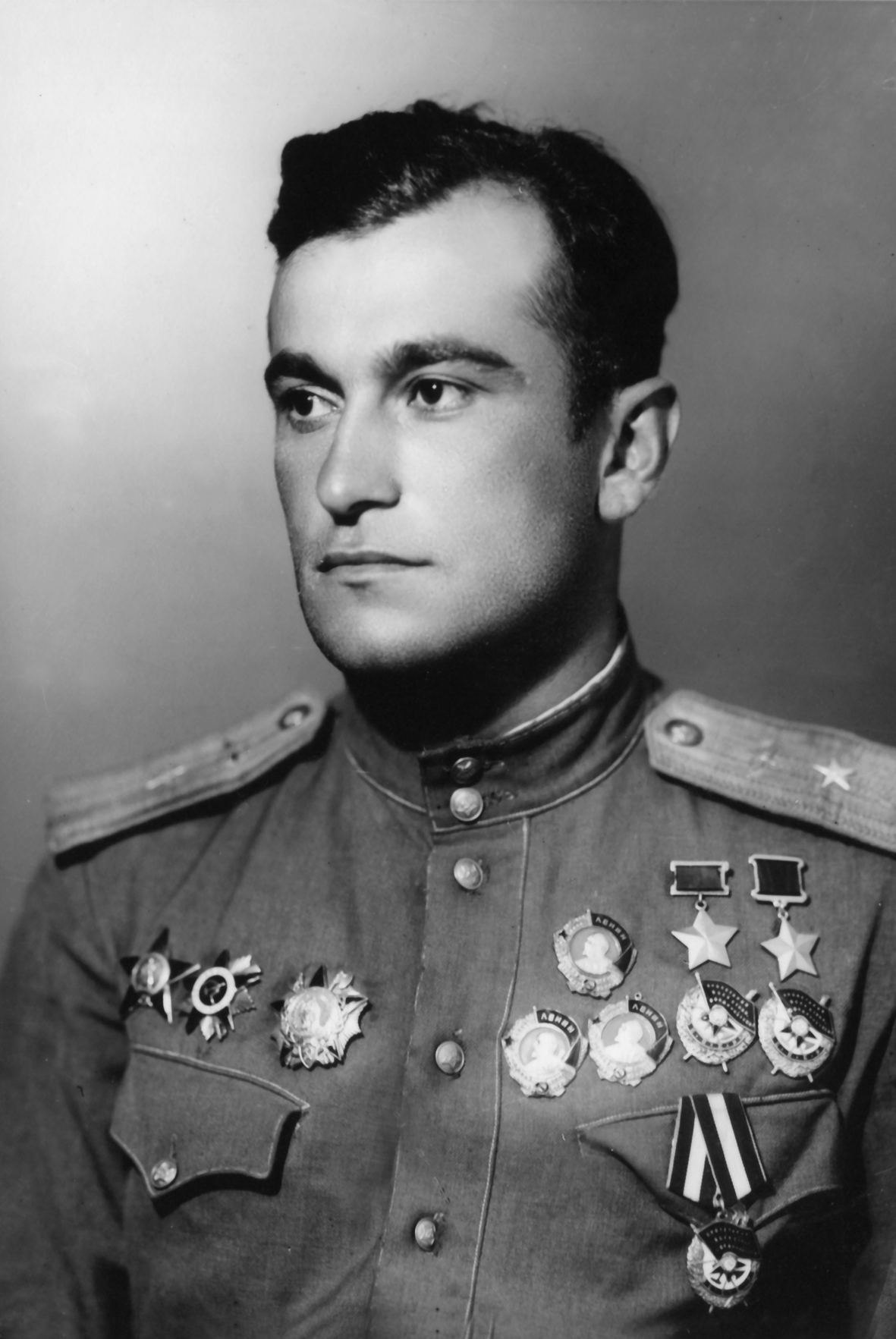
Амет-Хан Султан

На аверсі монети розміщено: угорі — малий Державний Герб України, під яким напис «УКРАЇНА»; стилізована композиція, що символізує динаміку повітряного бою — літак часів Другої світової війни, під яким дзеркальний абрис збитого ворожого літака; унизу написи — «2/ ГРИВНІ/2020»; логотип Банкнотно-монетного двору Національного банку України (унизу ліворуч).

### Реверс
На реверсі монети на дзеркальному тлі зображено портрет Амет-Хана Султана (ліворуч); написи: «АМЕТ-ХАН СУЛТАН» (півколом угорі праворуч), «1920—1971» (над символічним зображенням приладу літака).

## Автори
- Художники: Таран Володимир, Харук Олександр, Харук Сергій.
- Скульптор — Атаманчук Володимир.

## Вартість монети
Під час введення монети в обіг 2020 року, Національний банк України реалізовував монету за ціною 35 гривень.
Фактична приблизна вартість монети, з роками змінювалася так:
| Рік        | 2021 | 2022 | 2023 | 2024 | 2025 |
| ---------- | ---- | ---- | ---- | ---- | ---- |
| Ціна, грн. | 85   | 110  | 150  | 210  | 220  |